# Die Geschichte von Jemima Pratschel-Watschel

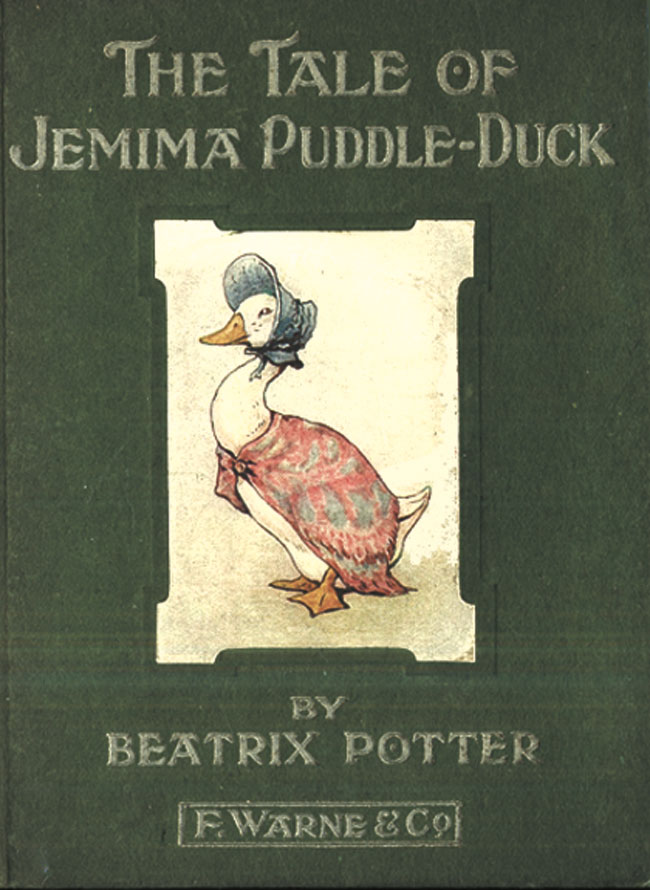
Titelseite der englischen Erstausgabe

Die Geschichte von Jemima Pratschel-Watschel ist ein Kinderbuch, das von Beatrix Potter geschrieben und illustriert wurde. Es wurde unter dem Titel The Tale of Jemima Puddle-Duck erstmals im Juli 1908 von Frederick Warne & Co. veröffentlicht. Potter verfasste das Buch auf Hill Top, einem Bauernhof im Lake District, den sie 1905 kaufte. Nach dem Kauf konzentrierten sich ihre Werke auf das Land- und Dorfleben, wobei sie eine Vielzahl von Tierfiguren sowie düstere Bösewichte einsetzte. Jemima Pratschel-Watschel war das erste ihrer Bücher, das ganz auf dem Bauernhof spielt, mit Hintergrundillustrationen, die auf den Gebäuden des Bauernhofs sowie auf nahe gelegenen Orten basieren.
Jemima ist eine Hausente der Rasse Aylesbury, deren Eier routinemäßig von der Bäuerin konfisziert werden, weil sie glaubt, dass Jemima eine schlechte Brüterin ist. Jemima sucht nach einem Ort außerhalb des Bauernhofs, an dem sie ihre Eier ohne menschliche Einmischung ausbrüten kann, und vertraut ihre Sorgen naiv einem charmanten Fuchs an, der sie einlädt, in einem Schuppen in seinem Haus zu nisten. Jemima nimmt seine Einladung an, ohne zu ahnen, dass sie in Gefahr ist: Der Fuchs will sie töten und braten. Kep, ein Collie auf der Farm, entdeckt Jemimas Aufenthaltsort und rettet sie gerade noch rechtzeitig. Potter wies darauf hin, dass es sich bei dem Märchen um eine Überarbeitung von „Rotkäppchen“ handelt, wobei Jemima, der Fuchs und der Hund als Parallelen zu der Heldin, dem Wolf und dem Holzfäller des Märchens fungieren. Jemima, Kep, die Bäuerin, und ihre beiden Kinder sind realen Personen auf der Potter’s Hill Top Farm nachempfunden.
Das Buch erfreute sich großer Beliebtheit. Zu den Merchandise-Produkten gehörten eine weiche Jemima-Puppe mit Mütze und Schal, ein Jemima-Malbuch aus dem Jahr 1925 sowie illustrierte Tischsets aus Stoff, die von Potter handgefertigt und an Freunde verteilt wurden. Das Buch wird von Kritikern als eines der besten von Potter angesehen.

## Handlung

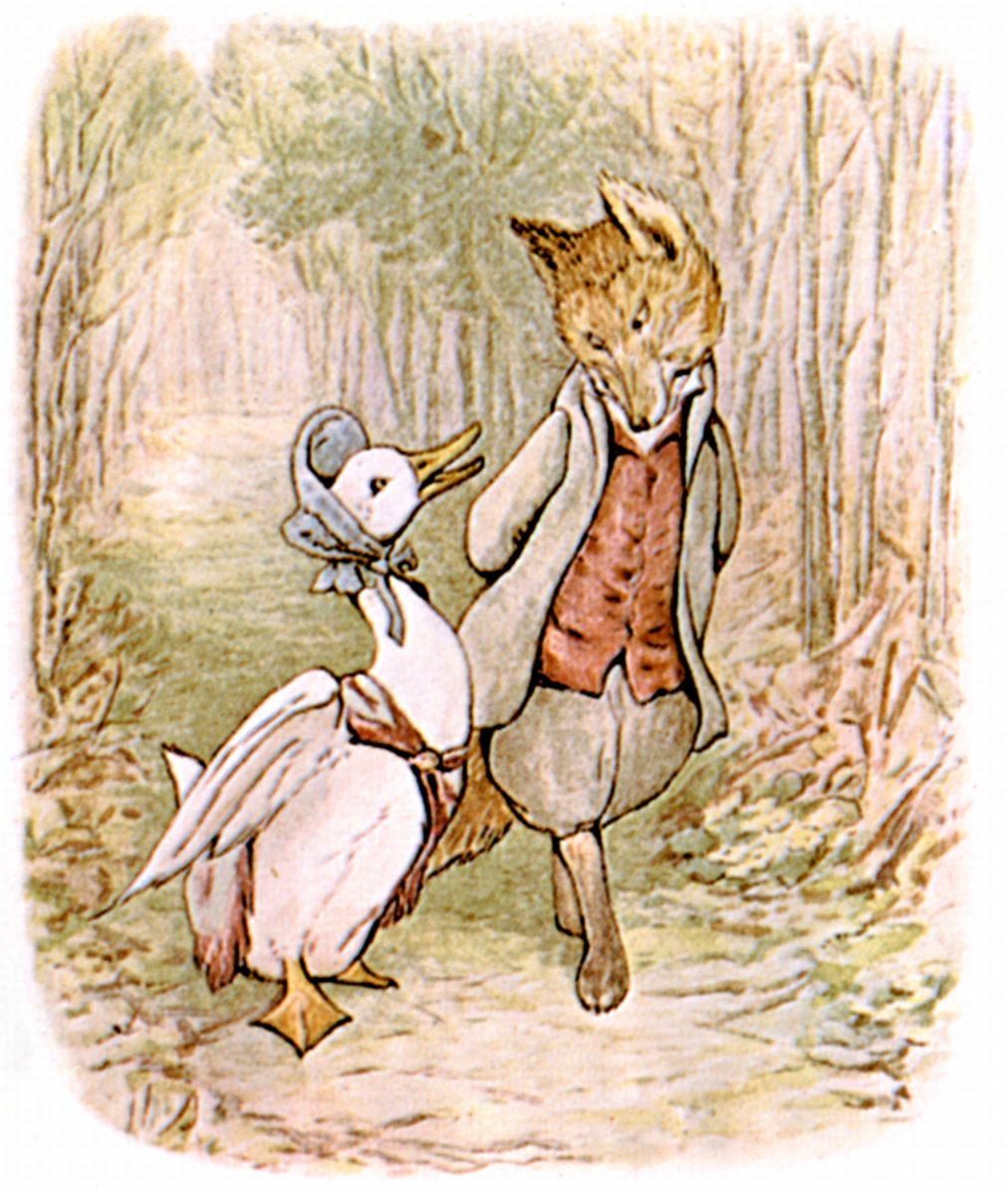
Das Frontispiz des Buches zeigt Jemima, die sich dem Fuchs anvertraut. Ihre Schute war zur Zeit der Veröffentlichung des Buches bei den Bäuerinnen nicht in Mode, aber ihre Einbindung in den Text und die Illustrationen versetzen die Geschichte in eine nicht allzu ferne Märchenvergangenheit.

Die Geschichte beginnt in einem Bauernhof, in dem eine Ente namens Jemima Pratschel-Watschel lebt. Sie möchte ihre eigenen Eier ausbrüten, aber die Bäuerin ist der Meinung, dass Enten schlechte Brüterinnen sind, und beschlagnahmt regelmäßig ihre Eier, damit die Hühner sie ausbrüten können. Jemima versucht, ihre Eier zu verstecken, aber sie werden immer gefunden und weggetragen. Sie macht sich mit ihrer Schute und ihrem Schal auf den Weg, um einen sicheren Ort abseits des Bauernhofs zu finden, an dem sie ihre Eier ablegen kann.
Auf der Spitze eines Hügels erspäht sie einen entfernten Wald, fliegt dorthin und watschelt herum, bis sie einen geeigneten Nistplatz zwischen den Fingerhüten entdeckt. Doch ein charmanter Herr mit „schwarzen Spitzohren und sandfarbenen Schnurrhaaren“ überredet sie, in einem Schuppen bei ihm zu nisten. Jemima wird in seinen „baufälligen Schuppen“ geführt (der seltsamerweise mit Federn gefüllt ist) und baut sich kurzerhand ein Nest.
Jemima legt ihre Eier, und der Fuchs schlägt ein Festessen vor, um das Ereignis zu feiern. Er bittet sie, die traditionellen Kräuter für die Füllung einer Ente zu sammeln und sagt ihr, dass die Gewürze für ein Omelett verwendet werden sollen. Jemima macht sich auf den Weg, aber der Collie Kep begegnet ihr, als sie Zwiebeln aus der Küche des Bauernhofs trägt, und fragt sie, was sie da macht und wo sie hingeht. Sie verrät ihren Auftrag, Kep durchschaut den Plan des Fuchses sofort und erfährt von Jemima, wo der Fuchs wohnt.
Mit Hilfe zweier Foxhound-Welpen, die auf dem Bauernhof spazieren gehen, rettet Kep Jemima, und der „fuchsfarbene Gentleman“ (Herr Tod) wird verjagt und erst in Die Geschichte von Mister Todd  wiedergesehen. Doch die hungrigen Fuchshunde fressen Jemimas Eier. Jemima wird unter Tränen wegen ihrer verlorenen Eier zum Bauernhof zurückgebracht, legt aber rechtzeitig weitere Eier und lässt erfolgreich vier Entenküken schlüpfen.

## Wissenschaftliche Kommentare
Das Märchen von Jemima Pratschel-Watschel ist eine Geschichte über Verfolgung und Beute. Das Thema zieht sich durch mehrere von Potters Erzählungen: Mr. McGregor verfolgt Peter Hase, Simpkin lauert den Mäusen in der Schneiderei auf, und die Forelle versucht, Jeremy Fisher zu verschlingen. Potter folgte dem Muster der Märchen, indem sie das Thema von Verfolgung und Beute aufgriff und oft darauf hinwies, dass die Geschichte von Jemima eine Nacherzählung von „Rotkäppchen“ sei. Perraults Märchen endet mit dem Tod der Heldin, aber Potter hat verstanden, dass Kinder keine Tragödie ertragen. Die Beutetiere in ihren Büchern überleben, was auch immer geschieht (Peter kehrt z. B. nach Hause zurück, um eine Dosis Kamillentee zu trinken), und obwohl Jemima ihre Eier an ihre hungrigen Retter verliert, überlebt sie und kehrt auf den Hof zurück, um eine Entenbrut aufzuziehen.
Die Geschichte zeigt Potter von ihrer besten Seite, wenn es darum geht, das Leben auf dem Bauernhof und im Dorf Near Sawrey zu schildern, aber die Geschichte bietet mehr als nur Lokalkolorit und Interesse. Die archetypische Geschichte, auf der Jemima basiert – die Törichten und Naiven werden von den Treuen und Zuverlässigen vor dem Untergang gerettet – wird in Potters Händen zu einer Geschichte, in der Selbsterhaltung und Klugheit zu bewundernswerten Tugenden werden. Graham Greene hielt den sandfarbenen Gentleman für eine Figur von unheilvoller Düsternis und vermutete, dass Potter eine Art Nervenzusammenbruch erlitten hatte, aber es ist wahrscheinlicher, dass sie sich einfach mit dem Leben auf einer Farm abfand. Wilde Tiere dringen in die Reviere der domestizierten Tiere ein, und der Tod ist Teil der Landwirtschaft.
Siegerin des Märchens ist die Bäuerin, die ihre entlaufene Ente zurückerhält und den räuberischen Fuchs loswird. Angeblich konfisziert sie Jemimas Eier in dem Glauben, dass Jemima sie aufgeben wird, aber die Eier werden nicht zum Wohle von Jemima und ihrer Familie konfisziert, sondern zum Wohle der Bäuerin und ihrer Familie: Die Eier (oder die daraus geschlüpften Enten) werden auf dem Tisch der Familie landen. In dieser Hinsicht ist die Bäuerin ein Raubtier wie der Fuchs, aber der Fuchs wird für seinen Raubzug verurteilt. Die menschlichen Werte stehen an der Spitze der Hierarchie der Erzählung. Potter plädiert für ein geordnetes Zuhause und das praktische Leben auf dem Bauernhof statt für das Fantasieleben der Tiere. Das war der Modus vivendi, den Potter in ihr eigenes Leben übernehmen sollte, als sie ihre Gedanken und ihre Zeit mehr dem landwirtschaftlichen Betrieb und weniger den Märchen über Fantasietiere widmete.
Wie viele Märchen gehört auch Jemima Pratschel-Watschel in eine ferne, aber nicht allzu weit entfernte Vergangenheit. Jemimas Schal spiegelt die typische bäuerliche Kleidung des Lake District zur Zeit der Entstehung des Märchens wider, nicht aber die Zipfelmütze, und auch der lange Frack des Fuchses und seine exquisiten Manieren lassen auf eine andere Zeit schließen. Jemima ist ein interessanterer Charakter, wenn sie durch die Kleidung vermenschlicht wird; ohne sie ist sie nur eine Bauernhof-Ente. Wie Potter feststellte, handelt es sich bei der Erzählung um eine Überarbeitung eines Märchens, die in die unbestimmte Zeitspanne von „Es war einmal“ fällt.
Die Geschichte ist eine der düstersten von Potter und voller Spannung. Jemima ist eine eigensinnige Unschuld, die von ihrem überwältigenden Wunsch zu nisten abgelenkt ist und daher nicht in der Lage ist, die Pläne des Fuchses zu durchschauen und ihre gefährliche Situation zu begreifen. Die Spannung steigt schrittweise, vom geheimnisvollen, mit Federn gefüllten Schuppen (dem Ort der Schlachtung) über den Plan des Fuchses, ein Omelett (aus Jemimas Eiern) zu machen, bis hin zum ultimativen Schrecken und der krönenden Ironie: Jemimas Botengang, um die Kräuter zu holen, mit denen sie selbst gewürzt werden soll.
Der Fuchs ist der erste männliche Bösewicht in Potters Werk, und wie alle Bösewichte bei Potter gibt der „Gentleman mit dem sandfarbenen Schnurrbart“ eine falsche soziale Fassade vor, die sein bestialisches Wesen verdeckt. Er kleidet sich und verhält sich wie ein Gentleman vom Lande, der mit einer Zeitung herumhantiert und von der Arbeit anderer lebt, indem er deren Geflügel in seinen mit Federn gefüllten Schuppen lockt. Potter hatte wenig Verständnis für Trägheit und mangelnden Fleiß, aber als Frau vom Lande wusste sie, dass Füchse schlau waren und öfter entkamen, als sie gefangen wurden. Schon bei der ersten Begegnung zwischen Jemima und dem Fuchs erkennt der Leser, dass der Fuchs schlauer ist als Jemima und ist gezwungen, ihm widerwillig Bewunderung zu zollen.

## Hintergrund

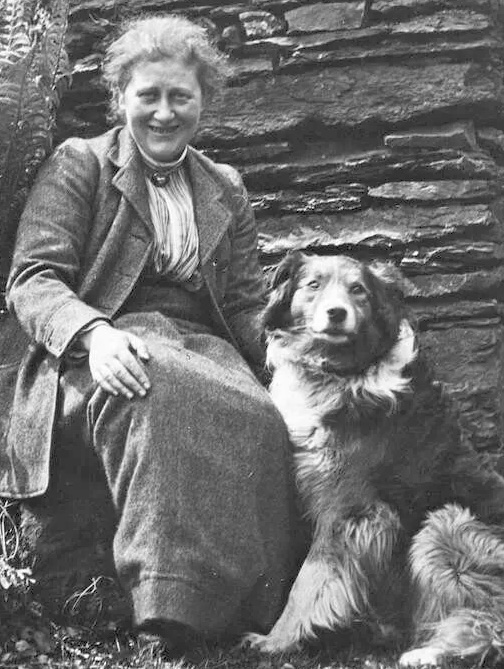
Beatrix Potter und Kep (1913)

Helen Beatrix Potter wurde am 28. Juli 1866 als Tochter des Barristers Rupert William Potter und seiner Frau Helen (Leech) Potter in London geboren. Sie wurde von Gouvernanten und Hauslehrern erzogen und verbrachte eine ruhige Kindheit mit Lesen, Malen, Zeichnen, Besuchen von Museen und Kunstausstellungen und der Pflege einer Menagerie von Haustieren. Ihr Interesse an der Natur und am Landleben wurde durch Ferien in Schottland, im Lake District und in Camfield Place, dem Haus ihrer Großeltern väterlicherseits in Hertfordshire, gefördert.
Potters Jugendzeit verlief ebenso ruhig wie ihre Kindheit. Sie wuchs zu einer unverheirateten jungen Frau heran, die von ihren Eltern zu einer ständigen Bewohnerin und Haushälterin in ihrem Haus gemacht wurde. Sie malte und zeichnete weiter und hatte 1890 ihren ersten professionellen künstlerischen Erfolg, als sie sechs Entwürfe von vermenschlichten Tieren an einen Grußkartenverlag verkaufte. Sie hoffte, unabhängig von ihren Eltern ein nützliches Leben führen zu können, und zog eine Karriere in der Mykologie in Betracht, aber die ausschließlich männliche wissenschaftliche Gemeinschaft betrachtete sie als Amateurin, und sie gab die Pilze auf.
Potter hatte den Kontakt zu ihrer letzten Gouvernante Annie Carter Moore aufrechterhalten und ihre Kinder lieb gewonnen. In den 1890er Jahren schickte sie illustrierte Briefe mit Geschichten an die Kinder. Frau Moore erkannte den literarischen und künstlerischen Wert der Briefe und drängte ihren ehemaligen Schützling zur Veröffentlichung. Potter gefiel der Vorschlag, und 1900 überarbeitete sie eine Geschichte, die sie 1893 für den fünfjährigen Noel Moore geschrieben hatte, und gestaltete daraus eine Buchattrappe in Anlehnung an Helen Bannermans Bestseller Der kleine schwarze Sambo von 1899. Da sie keinen Käufer für die Erzählung finden konnte, veröffentlichte sie sie im Dezember 1901 auf eigene Kosten für Familie und Freunde.

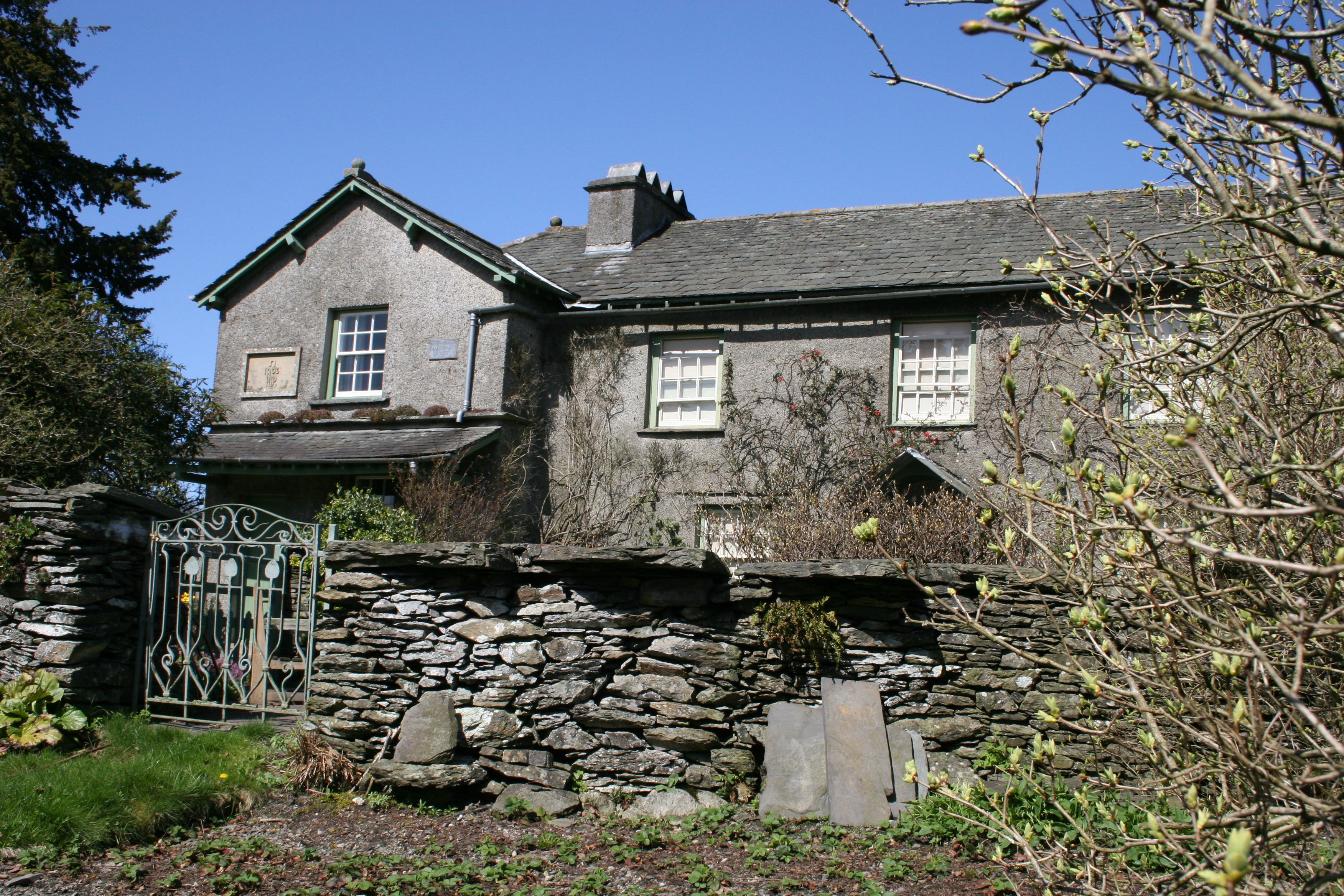
House am Hill Top

Frederick Warne & Co. hatte das Märchen zunächst abgelehnt, wollte aber auf dem boomenden Markt für kleinformatige Kinderbücher konkurrieren und nahm das „Hasenbuch“ (wie die Firma es nannte) auf Empfehlung ihres bekannten Kinderbuchkünstlers L. Leslie Brooke an. Potter erklärte sich bereit, ihre Federzeichnungen zu kolorieren, wählte für die Reproduktion ihrer Aquarelle das damals neue Hentschel-Dreifarbenverfahren und veröffentlichte am 2. Oktober 1902 Die Geschichte von Peter Hase.
Potter veröffentlichte weiterhin mit Warnes. Anfang Juli 1905 kaufte sie Hill Top, einen landwirtschaftlichen Betrieb von 34 Morgen (14 ha) in Sawrey im Lake District mit den Erträgen aus ihren Büchern und einer kleinen Erbschaft einer Tante. Am 25. August 1905 starb Norman Warne, Potters Verleger und Verlobter, plötzlich und unerwartet. Potter wurde zutiefst deprimiert und war viele Wochen lang krank, erholte sich aber, um die letzten Erzählungen zu vollenden, die sie geplant und mit Warne besprochen hatte.

## Entstehung
Im Jahr 1900 überarbeitete Beatrix Potter eine Geschichte über ein vermenschlichtes Kaninchen, die sie 1893 geschrieben hatte, arbeitete eine Buchattrappe in Anlehnung an den kleinformatigen Bestseller Little Black Sambo (1899) aus und veröffentlichte ihre Geschichte nach mehreren Absagen von Londoner Verlegern im Dezember 1901 privat. Frederick Warne & Co. war bestrebt, auf dem aufkeimenden und lukrativen Markt für kleinformatige Kinderbücher mitzuhalten, und akzeptierte das „Hasenbuch“ (wie die Firma es nannte), nachdem ihr prominenter Kinderbuchkünstler L. Leslie Brooke es enthusiastisch befürwortet hatte. Potter erklärte sich bereit, ihre Federzeichnungen zu kolorieren, wählte für die Reproduktion ihrer Aquarelle das damals neue Hentschel-Dreifarbenverfahren und veröffentlichte im Oktober 1902 Die Geschichte von Peter Hase.

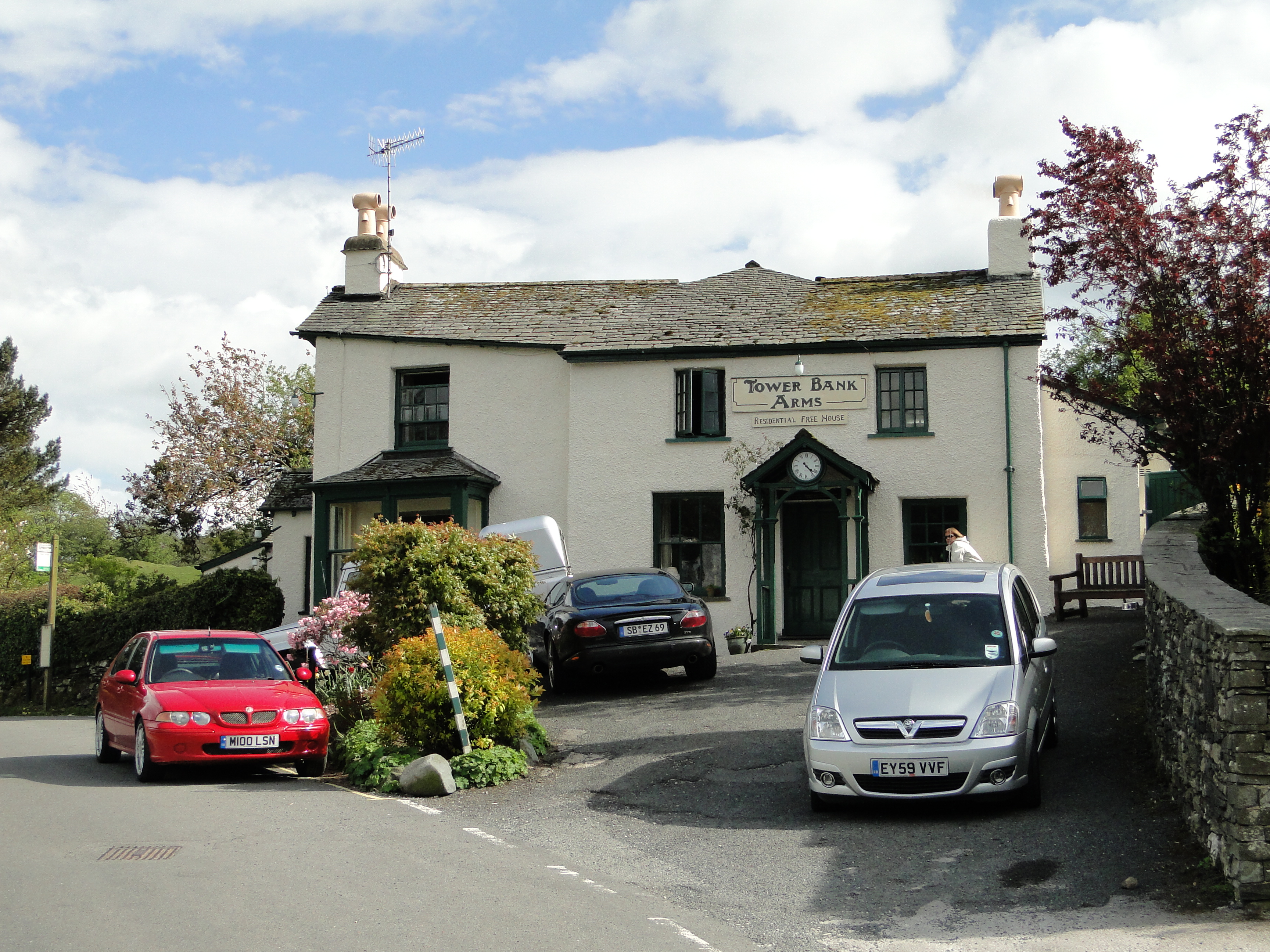
Das Tower Bank Arms, Near Sawrey, liegt nur wenige hundert Meter von Hill Top entfernt und diente als Motiv für eine von Potters Illustrationen für das Buch

In den folgenden Jahren veröffentlichte Potter Bücher, die in Konzept, Stil oder Format Peter Hase ähnelten: Die Geschichte vom armen Schneider und Die Geschichte von Eichhörnchen Nusper  im Jahr 1903 und die Geschichte von Benjamin Kaninchen und Die Geschichte von den beiden frechen Mäusen im Jahr 1904. Im August 1905 ermöglichten Verkaufsgewinne und ein kleines Erbe einer Tante Potter den Kauf von Hill Top, einem bewirtschafteten Bauernhof von knapp 14 Hektar im Lake District. In den Jahren unmittelbar nach dem Kauf des Hofes schuf sie Geschichten und Illustrationen, die von dem Hof, seiner waldreichen Umgebung und den nahe gelegenen Dörfern inspiriert waren. Potter arbeitete im Winter 1907 an Skizzen für Jemima Pratschel-Watschel, während er sich von einer Atemwegsinfektion erholte. Im April 1908 begleitete sie ihre Eltern auf einen Urlaub nach Sidmouth und arbeitete weiter an Jemima Pratschel-Watschel. Potters Cousine Caroline Hutton Clark hielt sich während der Entstehung von Jemima Pratschel-Watschel in Hill Top auf und begleitete Potter bei der Suche nach einem geeigneten Platz für Jemimas Nest für die Illustrationen auf dem Hof. Kep war ein echter Hund, und Mrs. Clark erhielt einen von Keps Söhnen. Später beschrieb sie den Welpen als „den liebsten und klügsten Hund, den ich je hatte“.
Es wurden zwei Versionen des einleitenden Absatzes verfasst. Der leicht zynische Satz „Wie erfreulich ist es doch heutzutage, eine Frau zu treffen, die sich dem Familienleben widmet“ wurde in „Wie lustig ist es doch, eine Entenbrut mit einer Henne zu sehen“ geändert. Die Geschichte wird durch Ironie (der mit Federn gefüllte Schuppen und die Kräuter zum Braten einer Ente) und das Nebeneinander von zwei Zeitabschnitten oder zwei verschiedenen Blickwinkeln kompliziert: Die von Kep, als er die Hilfe der Foxhounds sucht, um Jemima zu retten, und die des sandfarbenen Gentleman, als er nervös darauf wartet, dass Jemima mit den Kräutern zurückkehrt.
Das „Bauernhofmärchen“ wurde Betsy und Ralph Cannon gewidmet, den Kindern von John Cannon, dem Leiter der Farm von Potter. Die Kinder erscheinen in einer der Illustrationen und sammeln Jemimas Eier aus dem Rhabarberbeet, und ihre Mutter ist auf dem Eröffnungsbild zu sehen, wie sie die Hühner im Stall füttert. Jemima basierte auf einer realen Ente auf der Hill Top Farm, die Mrs. Cannon und ihren Kindern entkam, als sie versuchten, ihre Eier zu finden, bevor sie das Ausbrüten der Eier vernachlässigte. Mrs. Cannon war der Meinung, dass Enten schlechte Brüterinnen seien, und konfiszierte routinemäßig die Eier der Enten, damit die Hühner sie ausbrüten konnten. Potter ließ sich möglicherweise von einer Zeichnung aus dem Skizzenbuch ihres Vaters aus dem Jahr 1853 inspirieren, die eine fliegende Ente mit einer Haube zeigt. Potter wählte den Namen „Jemima“ mit ziemlicher Sicherheit zu Ehren von Jemima Blackburn, einer ornithologischen Malerin und Illustratorin, deren Birds from Nature sie zu ihrem zehnten Geburtstag geschenkt bekommen hatte und die sie 1891 kennenlernte.
Die Illustrationen zeigen die neue Scheune und die Nebengebäude in Hill Top, das schmiedeeiserne Tor, das Potter im Gemüsegarten installiert hat, das Rhabarberbeet, die Eingangsveranda des Bauernhauses, die Außenansicht des Tower Bank Arms im Dorf und imaginäre Luftaufnahmen der Landschaft um Near Sawrey. 1940 bemerkte Potter zu der Abbildung von Jemima, die mit schief sitzender Mütze und schiefem Schal bergab eilt: „So habe ich für die Leute in Sawrey immer ausgesehen. Ich rannte fleißig quakend herum.“
Die Geschichte von Jemima Pratschel-Watschel wurde im Juli 1908 nach heftigen Diskussionen mit dem Verleger Harold Warne über die Dialoge und die Umschlagillustration veröffentlicht. Das Buch war ein sofortiger Erfolg.
In späteren Jahren hat Ernest Aris nicht nur die Figur des Peter Rabbit in Die Schatzsucher skrupellos plagiiert, sondern auch Jemima in Mrs. Beak Duck. Potter war zurückhaltend, als sie auf die Nachahmungen aufmerksam wurde: Sie lobte seine technische Kunstfertigkeit, tadelte ihn aber für seinen Mangel an Originalität. Zu dieser Zeit verschlechterte sich ihr Sehvermögen und sie war sehr mit der Bewirtschaftung ihres Hofes beschäftigt; ihre Zurückhaltung gegenüber Aris könnte darauf zurückzuführen sein, dass sie ihn als Mitarbeiter gewinnen wollte.

## Ähnlichkeiten mit „Rotkäppchen“

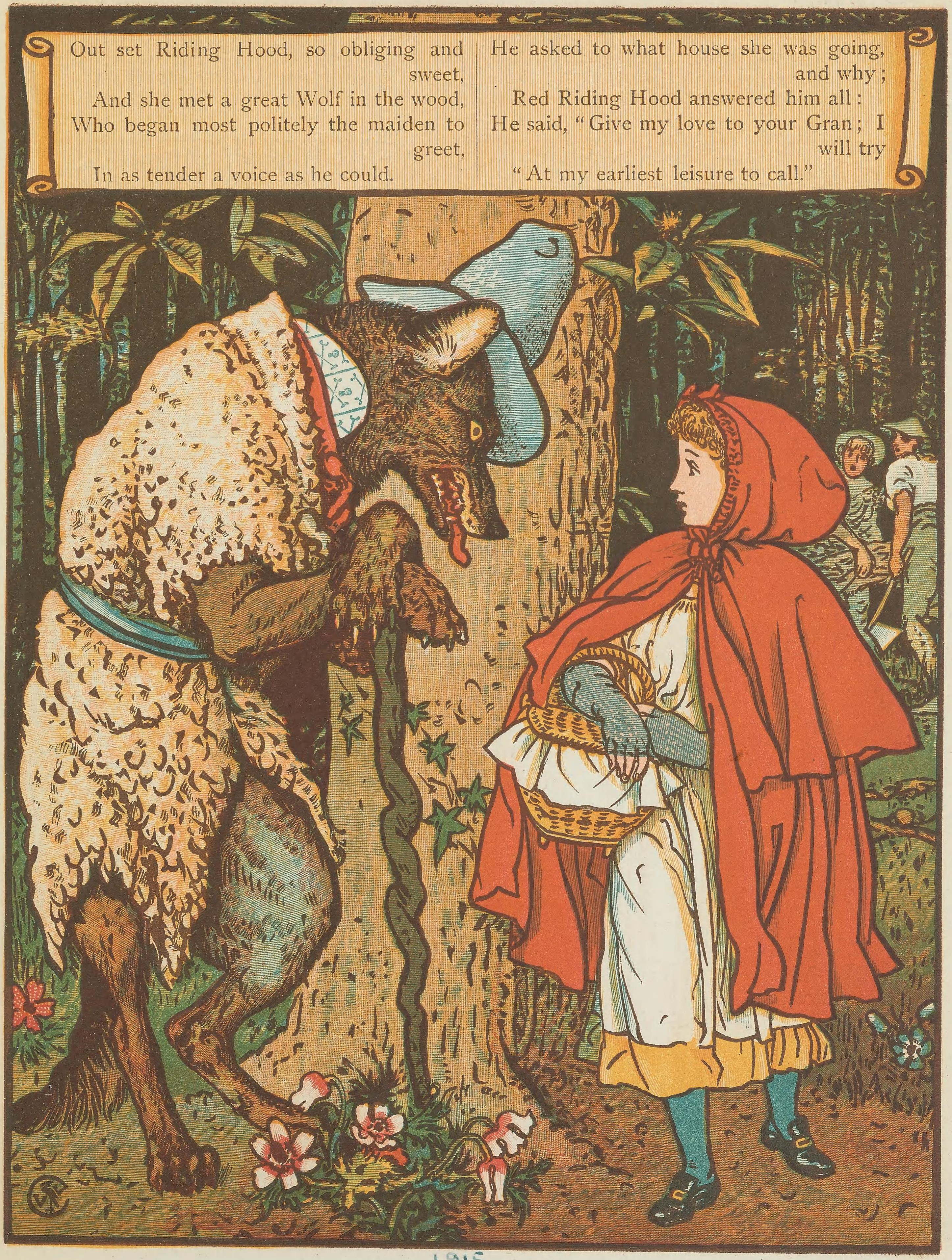
„Rotkäppchen“, Illustration von Walter Crane, 1875. Crane, Randolph Caldecott und Kate Greenaway waren die Lieblinge von Potter in seiner Kindheit.

Potter gab an, dass Jemima eine Überarbeitung von „Rotkäppchen“ sei, und die Ähnlichkeiten zwischen den beiden sind zahlreich: Jemima und ihre Eier stehen stellvertretend für Rotkäppchen und ihre Großmutter; die Bäuerin und Jemimas Schwägerin Rebeccah stehen stellvertretend für Rotkäppchens Mutter; der Fuchs und der Wolf verbergen beide ihre bestialische Natur unter dem höflichen Verhalten von Gentlemen, und die Hunde stehen stellvertretend für die Holzfäller. In beiden Geschichten geht es um körperliche Begierde, Versuchung und törichtes Verhalten.
Obwohl die Geschichte ein glückliches Ende hat, wird die weinerliche Jemima in öffentlicher Demütigung zurück zur Farm geführt, nachdem sie ihre Eier an ihre hungrigen Retter verloren hat. Sie darf eine Brut auf dem Bauernhof ausbrüten, aber es kommen nur vier Entenküken zur Welt. Potters Überarbeitung von „Rotkäppchen“ ähnelt eher Perraults tragischem Märchen als der fröhlichen Grimm-Version, in der die Heldin von Holzfällern gerettet wird. Die Autorin wusste, dass ihr junges Publikum mit den unausgeschlüpften Entenküken mitfühlen würde und nicht dulden würde, dass Jemima, eine Mutterfigur, im Fuchsbau ein blutiges Ende nimmt. Der Verlust der Eier ist für den Leser traurig, aber Potter beendete die Geschichte so glücklich wie möglich – nicht nur für ihr Publikum, sondern auch für die realen Kinder ihres Farmmanagers, Ralph und Betsy Cannon, denen die Geschichte gewidmet war. Jemima wird für ihre eigensinnige Dummheit bestraft und muss die Hoffnung aufgeben, einen Nistplatz abseits der Farm zu finden. Doch die Strafe wird gemildert, als sie selbst eine Brut ausbrüten darf.

## Merchandising
Jemima Pratschel-Watschel war beliebt, fast so beliebt wie Peter Hase, und wurde zum Gegenstand von zusätzlichen Merchandise-Artikeln. Sie ist auf einem der vier bekannten Vorsatzblätter der Potter-Bücher abgebildet und war auf einer Weihnachtskarte für die Invalid Children’s Aid Association zu sehen. Sie wurde zur Hauptfigur in einem unveröffentlichten Malbuch, das die Tiere in Hill Top beschreibt, und erschien im Malbuch von Peter Hase und im Malbuch von Stoffel Kätzchen, bevor sie 1925 ihr eigenes Malbuch erhielt, Das Malbuch von Jemima Pratschel-Watschel, das widerwillig als Reaktion auf die öffentliche Nachfrage nach einem weiteren Buch zusammengestellt wurde.
Potter wartete darauf, dass auf der Farm Entenküken schlüpften, um sie als Modelle für das Malbuch zu verwenden, aber am Ende waren die Eier verdorben. Die Anleitungen in Jemimas Malbuch ähnelten denen im Malbuch von Stoffel Kätzchen, aber die Kätzchen mit Buntstiften in Stoffels Buch, die die Anleitungen begleiteten, wurden für die entsprechende Seite in Jemimas Buch durch sechs Entenküken ersetzt, die im Farbwasser planschen. In der ursprünglichen Geschichte werden Jemimas Eier von ihren Rettern gegessen, aber im Malbuch wurde eine neue Gestaltung für „Sie brachten Jemima nach Hause“ ausgeführt. Im Malbuch führen Kep und die Fuchshundewelpen Jemima von ihren zerbrochenen, aber nicht gegessenen Eiern weg. Das gleiche Thema wurde auf Crabtree & Evelyn Schokoladen-Ostereiern abgebildet.
Das Malbuch zeigt Potters Bereitschaft, die kommerziellen Möglichkeiten ihrer Figuren und Geschichten auszuschöpfen. Der Käufer wurde auf der vorderen Umschlaginnenseite auf die Existenz weiterer Potter-Bücher aufmerksam gemacht und auf der hinteren Umschlagseite auf eine Liste von Büchern verwiesen. Zu den weiteren Artikeln gehörten von Potter für Freunde gemalte Tischsets aus Leinen oder Seide mit einem gekürzten Text und 12 der Illustrationen. 1910 patentierte Potter einen Entwurf für eine Plüschente, der auf ihrem Modell von Jemima in einem Paisley-Taschentuchschal und einer Haube basierte. Eine weiche Jemima-Puppe wurde von J. I. Farnell aus Acton hergestellt.

## Adaptionen
- 1971 wurde die Geschichte zu einem Teil des Royal Ballet Films Die Geschichten von Beatrix Potter.
- 1992 wurde die Geschichte als Episode der BBC-Anthologie-Serie Die Welt des Peter Hase und Freunden ausgestrahlt.[38]
- Jemima Pratschel-Watschel erscheint 2012 in der CGI-animierten Fernsehserie von Peter Hase auf Nickelodeon.
- Jemima Pratschel-Watschel tritt in der 2018 erschienenen Zeichentrick-/Live-Action-Verfilmung von Peter Hase auf und wird in der Fortsetzung von Rose Byrne gesprochen.